# Brain Capers
Brain Capers è il quarto album in studio del gruppo musicale inglese Mott the Hoople, pubblicato nel 1971.

## Tracce
- Side A

1. Death May Be Your Santa Claus (Ian Hunter, Verden Allen)- 4:55
2. Your Own Backyard (Dion DiMucci) - 4:13
3. Darkness, Darkness (Jesse Colin Young) - 4:33
4. The Journey (Hunter) - 9:15

- Side B

1. Sweet Angeline (Hunter) - 4:53
2. Second Love (Allen) - 3:46
3. The Moon Upstairs (Hunter, Mick Ralphs) - 5:07
4. The Wheel of the Quivering Meat Conception (Hunter, Guy Stevens) - 1:21

## Formazione
- Ian Hunter - voce, piano, chitarra
- Mick Ralphs - chitarra, voce
- Pete Watts - basso, cori
- Dale "Buffin" Griffin - batteria, cori
- Verden Allen - tastiere, cori
- Jim Price - tromba
- Guy Stevens - piano